# Nestellorella
Nestellorella es un género de foraminífero bentónico de la subfamilia Ichthyolariinae, de la familia Ichthyolariidae, de la superfamilia Robuloidoidea, del suborden Lagenina y del orden Lagenida. Su especie tipo es Pseudolangella pulchra. Su rango cronoestratigráfico abarca desde el Wordiense (Pérmico medio) hasta el Changhsiense (Pérmico superior).

## Discusión
Clasificaciones más recientes incluyen Nestellorella en la subfamilia Protonodosariinae y en la familia Protonodosariidae.

## Clasificación
Nestellorella incluye a las siguientes especies:
- Nestellorella acus †
- Nestellorella doraschamensis †
- Nestellorella dzagadzuensis †
- Nestellorella fabaeformis †
- Nestellorella filumiformis †
- Nestellorella geranossensis †
- Nestellorella lepida †
- Nestellorella parva †
- Nestellorella pulchra †